# La Dégustation (film)
Pour l’article homonyme, voir La Dégustation.
Pour plus de détails, voir Fiche technique et Distribution.
La Dégustation est un film français réalisé en 2022 par Ivan Calbérac, d'après sa propre pièce de théâtre homonyme créée en 2019.

## Synopsis
Jacques est un caviste célibataire divorcé, qu'un drame personnel pousse quelque peu à la misanthropie. Sa boutique de vins est au bord de la faillite, et son médecin l’a averti qu'il doit cesser de consommer de l'alcool car son cœur déjà bien fragilisé menace de lâcher. Il est poussé à embaucher un jeune garçon, délinquant en réinsertion, Steve, pour bénéficier d'avantages fiscaux. Un jour, il rencontre Hortense qui passe pour acheter une bouteille, bien qu'elle n’y connaisse rien en vin. C'est une jeune femme très « catho », engagée dans une association, célibataire malgré elle, en quête d'amour et de maternité.
Quand cette dernière jette maladroitement son dévolu sur Jacques, après une dégustation de vin, leurs vies basculent.
Tout oppose Jacques et Hortense. Pour qu'ils s'entendent, il faudra un déclic presque miraculeux : Steve, qui n'a pas de père, en est l'instrument.

## Fiche technique
Sauf indication contraire, les informations mentionnées dans cette section peuvent être confirmées par la base de données cinématographiques Allociné,  présente dans la section « Liens externes ».
- Titre : La Dégustation
- Réalisation : Ivan Calbérac
- Scénario : Ivan Calbérac, d'après sa pièce de théâtre La Dégustation
- Musique : Laurent Aknin
- Décors : Virginie Destiné
- Costumes : Charlotte David
- Photographie : Philippe Guilbert
- Son : Philippe Fabbri
- Montage : Véronique Parnet
- Production : Isabelle Grellat, Éric et Nicolas Altmayer
- Sociétés de production : Mandarin Films, co-production Studiocanal, France 2 Cinéma, Scope pictures
- Société de distribution : Studiocanal
- Budget : 4,58 millions d'euros
- Pays de production :  France
- Langue originale : français
- Format : couleur
- Genre : comédie romantique
- Durée : 92 minutes
- Dates de sortie :
  - France : 26 août 2022 (Festival du film francophone d'Angoulême)[2] ; 31 août 2022 (sortie nationale)
  - Belgique : 31 août 2022
  - Suisse romande : 7 septembre 2022[3]

## Distribution
Sauf indication contraire, les informations mentionnées dans cette section peuvent être confirmées par la base de données cinématographiques Allociné,  présente dans la section « Liens externes ».
- Isabelle Carré : Hortense, sage-femme
- Bernard Campan : Jacques, le caviste
- Mounir Amamra : Steve, le jeune en réinsertion
- Éric Viellard : Guillaume, libraire et ami de Jacques
- Olivier Claverie : docteur Milmont
- Geneviève Mnich : Danièle, la mère d'Hortense
- Jeanne Arènes : l'assistante sociale

## Production

### Genèse et développement
Au départ, il n'était pas vraiment question d'adapter la pièce au cinéma. Alors que la pièce reçoit ses Molières, Ivan Calbérac est invité à déjeuner par Bernard Campan et Isabelle Carré, qui lui proposent d'en faire un film. Le cinéaste déclare lors des tournées promotionnelles : « Comment résister à deux comédiens aussi persuasifs et aussi motivés ? L’envie m’était évidemment passée par la tête, mais c’est vraiment eux qui l’ont verbalisée les premiers ».
Pour le scénario, le réalisateur reprend le script en l'adaptant pour le cinéma, notamment à travers la notion du hors-champ. Le but était de montrer tout ce que la pièce ne faisait que mentionner (l'histoire originale se cantonnant au seul lieu de la cave à vin). Puis, le réalisateur a enrichi le scénario de nouveaux personnages, contre cinq pour la pièce.

« Je trouvais beau que cette femme qui a l’air d’aller si bien, qui est si ouverte et si généreuse, soit exactement dans le même état que le personnage de Jacques joué par Bernard. Lui, c’est l’autre face de la médaille : il est taiseux, ermite, rustre, mais au fond, tous les deux sont aussi seuls l'un que l’autre ; sauf qu’ils le montrent d’une façon différente. Avec le vin, c’est in vino veritas : le fait qu’elle boive va libérer ses désirs. On sent bien qu’elle ne pense qu’à ça, qu’elle n’a envie que de ça ! »

— Isabelle Carré

### Tournage
Pour le tournage, le réalisateur a opté pour un format « scope ».

« Sur les comédies, j’aime bien laisser les personnages inter-réagir, sans couper la caméra. Je ne découpe pas trop. Cela accentue l’impression de réalisme et de sincérité. »

Les cinq acteurs et actrices de la pièce de théâtre ont été réembauchés pour faire ce film. Selon Isabelle Carré, la « condition pour le film, c’était qu’on se retrouve tous, qu’il n’y ait aucun laissé pour compte – ce qui arrive habituellement quand on adapte une pièce ». Le film fut en grande partie tourné à Troyes entre mars et avril 2022. Le tournage, de manière générale, s'est déroulé entre le 22 mars et le 7 mai 2022. Le 23 avril 2022, une partie du tournage prit place dans la collégiale Notre-Dame de Poissy, dans les Yvelines, fermée pour l'occasion. Le tournage s'est étalé sur 8 heures, avec autour de l'actrice une soixantaine de figurants. Les scènes de l'appartement d'Hortense furent tournées à Triel-sur-Seine les 19 et 20 avril 2022.

### Sortie et promotion
Des cinémas ont proposé lors des avant-premières une dégustation de vin, par exemple début août 2022 à Pleurtuit.

## Accueil

### Critique
En France, le site allociné donne une moyenne de 2,8⁄5, après avoir recensé 16 titres de presse.
Pour 20 Minutes, il s'agit d'un film « tendre » qui « célèbre l'amour et le partage. » Pour le site aVoir-aLire.co, c'est une « comédie romantique pleine d’humour et de délicatesse qui, sous couvert de réunir des âmes en peine, se fait plus grave qu’elle n’en a l’air. » Pour la critique de La Croix, l'adaptation au cinéma est jugée « convaincante. »
Parmi les critiques négatives, celle des Dernières Nouvelles d'Alsace pour qui « tout est lavé à l’eau tiède des sentiments, avec une naïveté parfois cruche. » Pour La Voix du Nord, tout est trop lourd dans cette adaptation de la pièce éponyme : « l'approche comico-romantique, les parenthèses dramatiques, les problématiques sociétales (un jeune en réinsertion, un groupe de SDF, la PMA)… » Pour le Ouest-France, le film reste « mollasson, en dépit de l'alchimie entre Isabelle Carré et Bernard Campan ». Pour L'Obs, cette « adaptation reste fade, et sa mise en scène, illustrative. »

### Box-office
Le jour de sa sortie, pour son premier jour d'exploitation au box-office français, La Dégustation réalise 32 250 entrées (dont 15 674 en avant-première), pour 421 copies. Il est suivi au classement par la comédie de science-fiction, action, Everything Everywhere All at Once (26 199). Au bout d'une première semaine d'exploitation, le film troque sa première place du premier jour du box-office pour la seconde avec 125 997 entrées, derrière Everything Everywhere All at Once (132 121) et devant Bullet Train (111 757). En seconde semaine, la comédie chute à la septième place avec 66 930 entrées supplémentaires, derrière Bullet Train (71 285) et devant Top Gun: Maverick (65 680). La semaine suivante, le film tombe à la dernière place du box-office avec 51 821 entrées supplémentaires pour 229 074 entrées cumulées, derrière Everything Everywhere All at Once et ses 55 329 entrées supplémentaires.
| Pays ou région | Box-office      | Date d'arrêt du box-office | Nombre de semaines |
| -------------- | --------------- | -------------------------- | ------------------ |
| France         | 301 608 entrées | 13 décembre 2022           | 15                 |
| Total mondial  | - $             | -                          | -                  |